# Fondation Tony Elumelu
La Fondation Tony Elumelu (TEF) est une organisation africaine à but non lucratif fondée en 2010 par Tony O. Elumelu et dont le siège est à Lagos, au Nigeria.   
C'est un pionnier du Global Impact Investment Rating System (GIIRS). La Fondation a aidé plus de 18 000 entrepreneurs africains dans 54 pays africains. 

## Histoire
La Fondation Tony Elumelu (TEF) a été fondée en 2010 par l'homme d'affaires nigérian Tony O. Elumelu, pour la jeunesse en tant que catalyseur de la transformation de l'Afrique. 
La Fondation Tony Elumelu, est une organisation philanthropique qui donne du pouvoir à une nouvelle génération d'entrepreneurs africains. Elle est une marque du développement en Afrique à travers la création d'emplois, l'éradication de la pauvreté et l'autonomisation économique des femmes. 
La mission de la Fondation positionne le secteur privé et les entrepreneurs comme catalyseur du développement social et économique du continent africain.
En 2015, TEF a consolidé ses différents programmes et initiatives et a fait de l'investissement dans la prochaine génération d'entrepreneurs et de chefs d'entreprise africains une priorité. L'avenir de la Fondation Tony Elumelu se concentre sur la fourniture d'un soutien structuré, solide et multiforme aux entrepreneurs en Afrique à travers le programme d'entrepreneuriat de la Fondation Tony Elumelu. Un engagement de 100 millions de dollars américains sur 10 ans identifie, forme, encadre et finance 10 000 jeunes entrepreneurs africains dans 54 pays africains.
Depuis le lancement du programme d'entrepreneuriat TEF en 2015, la Fondation a formé plus de 1,5 million de jeunes Africains via www.tefconnect.com, le plus grand écosystème d'entrepreneuriat numérique d'Afrique. Elle a verse près de 100 millions de dollars en financement direct à plus de 18 000 femmes et hommes africains, qui ont collectivement créé plus de 400 000 emplois directs et indirects.

## Programmes
Le Tony Elumelu Foundation Forum est une conférence annuelle conçue pour rassembler les entrepreneurs de tout le continent pour réseauter et partager des idées, se connecter avec les dirigeants des secteurs privé et public en un seul endroit pour relever les défis de l'entrepreneuriat sur le continent. La cinquième édition s'est tenue à Abuja, la capitale nigériane, les 26 et 27 juillet 2019, en présence du vice-président du Nigeria, Yemi Osinbajo ; la Première dame du Nigeria, Aisha Buhari ; le président de la République démocratique du Congo, Félix Tshisekedi ; Président du Rwanda Paul Kagame ; Macky Sall, président du Sénégal ; Ruhakana Rugunda, Premier ministre de l'Ouganda ; Directeur général de l'Organisation mondiale de la santé, Tedros Ghebreyesus ; et le président de la Banque africaine de développement, Akinwunmi Adesina, entre autres. 

## Activités passées
- L'investissement Mtanga Farms : L'investissement d'impact inaugural de la Fondation concernait Mtanga Farms Limited, une entreprise agricole mixte opérant dans les hautes terres du sud de la Tanzanie[5].
- Le prix Elumelu Legacy : un prix créé par Tony O. et le Dr Awele Elumelu pour reconnaître l'excellence académique locale dans des domaines représentant leurs cheminements de carrière et leurs domaines d'études universitaires. Les prix ont été décernés aux meilleurs diplômés et aux étudiants les plus performants en économie, en administration des affaires et en médecine au sein des meilleurs établissements d'enseignement supérieur des six zones géopolitiques du Nigeria. Il a également été décerné aux candidats qui ont excellé dans les programmes de formation du Chartered Institute of Bankers of Nigeria. Ce prix annuel a été conçu pour promouvoir l'excellence académique et inspirer la prochaine génération de dirigeants nigérians.
- Le Elumelu Professionals Program (EPP) recrute des professionnels expérimentés diplômés de prestigieux programmes de maîtrise en administration des affaires et de maîtrise en administration publique (ou politiques publiques) pour travailler dans des PME et des agences du secteur public. Les recrues travaillent sur des projets stratégiques précis au cours d'un stage de 10 semaines. Depuis 2011, la Fondation a placé plus de 85 professionnels dans plus de 40 entreprises réparties dans sept pays d'Afrique.
- Le Blair Elumelu Fellowship Programme (BEFP) est un partenariat entre l'Initiative pour la gouvernance en Afrique de l'ancien Premier ministre britannique Tony Blair et le TEF. Il devait durer trois ans. Le bureau de Tony Blair l'a salué comme "réunissant le meilleur des modèles innovants de prestation de services gouvernementaux européens avec le meilleur de la perspicacité et de l'exécution du secteur privé africain[6].  "
- Le Global Impact Investing Network (GIIN) est une organisation à but non lucratif dédiée à accroître l'efficacité de l'investissement à impact. TEF se consacre à l'investissement à impact et est membre du Conseil des investisseurs du GIIN[7].
- L'accent mis par la Fondation sur la recherche a donné lieu à des livres blancs sur différents sujets en 2012. Leur fondateur, Tony O. Elumelu, a contribué au livre blanc de la Nigerian Leadership Initiative en 2011.[réf. nécessaire]. Le GIIN a publié une étude de cas en novembre 2011 sur l'investissement de la Fondation dans Mtanga Farms[8]
- L'Africapitalism Institute a également publié un rapport complet sur l'écosystème entrepreneurial en Afrique, analysant les défis auxquels sont confrontés les entrepreneurs africains et les solutions proposées[9],[10],[11]. Intitulé Libérer les entrepreneurs africains : améliorer l'environnement favorable aux start-ups, il a été rendu public pour la première fois lors d'une conférence de presse mondiale en marge du 6e Sommet mondial de l'entrepreneuriat à Nairobi, au Kenya, le 25 juillet 2015. Les données utilisées étaient basées sur des recherches originales tirant parti du réseau panafricain de la Fondation, composé de plus de 20 000 entreprises africaines en démarrage.

Chef de file de la philanthropie africaine, TEF entretient des relations avec plusieurs autres organisations à travers le monde,.

## Sommet mondial de l'entrepreneuriat, Kenya, 2015
Lors du Sommet mondial de l'entrepreneuriat ouvert par Barack Obama, trois entrepreneurs du Tony Elumelu Foundation faisaient partie du programme officiel du GES. Ils ont donné des « Ignite talks » sur leur parcours entrepreneurial devant un public contenant Barack Obama et Jomo Kenyatta du Kenya,. Shadi Sabeh, PDG de la Brilliant Footsteps Academy, Nigéria ; Tonee Ndungu, fondateur de Kytabu, Kenya et Jean Patrick Ehouman, cofondateur et président d'Akendewa en Côte d'Ivoire étaient les intervenants représentant leurs entreprises et bénéficiaires de la Fondation Tony Elumelu.

## Forum économique mondial sur l'Afrique, Kigali, 2016
« Libérer les entrepreneurs agricoles d'Afrique », le rapport de la Fondation sur le potentiel des entreprises agroalimentaires dans la transformation du continent, a été lancé en marge du 26ᵉ Forum économique mondial sur l'Afrique à Kigali, au Rwanda, du 11 au 13 mai 2016. Tony Elumelu est l'un des coprésidents du forum.

## Tony Elumelu Entrepreneurs: Transformer l’Afrique
En juin 2016, Tony Elumelu Entrepreneurs: Transformer l'Afrique, un documentaire de 30 minutes, raconte l'histoire du programme d'entrepreneuriat de la Fondation. Le documentaire a été publié dans différentes villes du monde telles de Paris, St. Gallen, Kigali, Lagos et Londres.

## Articles annexes
- Économie du Nigeria